# Našice
Našice est une ville et une municipalité située dans le comitat d'Osijek-Baranja, en Croatie. Au recensement de 2001, la municipalité comptait 17 320 habitants, dont 87,44 % de Croates et la ville seule comptait 8 173 habitants.

## Histoire
Našice a été mentionné la première fois dans l'année 1229. Dans les documents médiévaux, la ville est appelée Nölko, Nolche, Negke, Nexe, Nekche (hongrois), Naschitz (allemand), Vessice et Nesice. Les maîtres de Nasice étaient: Abe, David Lackovic, Ivan Corvinus, Ivan et Nikola Gorjanski et Ilok princes Ujlaky.
En 1999, il était planifié que la bibliothèque nationale et la bibliothèque centrale pour la minorité slovaque unissent leurs établissement au sein du château de la famille Pejačević,.

### Les Templiers, Les Hospitaliers et les Franciscains
Les propriétaires ecclésiastiques étaient les Templiers, les Hospitaliers de l'ordre de Saint-Jean de Jérusalem et les Franciscains. En 1734, la propriété de Našice a été achetée par les comtes Pejačević et elle reste dans leur propriété jusqu'en 1945.

## Personnalités liées à la commune
- Toni Fruk (2001-), footballeur croate né à Našice.

## Localités
La municipalité de Našice compte 19 localités : 
| - Brezik Našički - Ceremošnjak - Crna Klada - Gradac Našički - Granice - Jelisavac - Lađanska - Lila - Londžica - Makloševac | - Markovac Našički - Martin - Ribnjak - Polubaše - Rozmajerovac - Velimirovac - Vukojevci - Zoljan |

## Population
Selon le recensement de 2011, la municipalité comptait 16 224 habitants.
Population selon la religion :
- Catholiques 14 915
- Orthodoxes 560
- Protestants 85
- Autres chrétiens 74
- Musulmans 64

La structure ethnique de la ville selon le recensement de 2011 :
- Croates 14 284
- Albanais 50
- Bosniaques 21
- Monténégrins 2
- Tchèques 3
- Hongrois 22
- Macédoniens 17
- Allemands 9
- Polonais 2
- Roma 4
- Russes 2
- Slovaques 1 078
- Slovènes 7
- Serbes 588
- Italiens 3